# Het grote gedoe
Het Grote Gedoe is het eerste studioalbum van Faberyayo in samenwerking met Vic Crezée.

## Gastartiesten en producenten
Het Grote Gedoe is een album met gastbijdrages van onder andere Vjeze Fur, Willem, Spacekees en Sef. 
Het album is geproduceerd door onder meer Willie Wartaal, Tom Trago, Willem, Benny Sings, Rimer London en Piet Parra.

## Muziek

### VideoclipUniform
De videoclip van Uniform is gemaakt en bewerkt door Bop Littlejohn voor E-Ville Media.

### Lijst van nummers
| Nr. | Titel                  | Lengte | Gastartiest          |
| --- | ---------------------- | ------ | -------------------- |
| 1   | Uniform                | 3:57   |                      |
| 2   | Touch Die Geld         | 5:08   |                      |
| 3   | Haar                   | 2:34   | Willie Wartaal       |
| 4   | Dikke Reet             | 3:02   |                      |
| 5   | Solonaise              | 3:23   |                      |
| 6   | Energie Vampier        | 2:56   |                      |
| 7   | Sexy Boy               | 3:16   | Vieze Fur            |
| 8   | De Kanker Uit Marbella | 1:46   |                      |
| 9   | Papa                   | 4:21   |                      |
| 10  | 48                     | 3:29   |                      |
| 11  | Ski Leraar Bruin 1     | 1:22   |                      |
| 12  | Ski Leraar Bruin 2     | 4:37   | Sef & Spacekees      |
| 13  | Ski Leraar Bruin 3     | 2:13   |                      |
| 14  | Miss Piggy             | 4:22   | Willem               |
| 15  | Jetset                 | 4:22   |                      |
| 16  | Heartbreak Hotel       | 3:35   |                      |
| 17  | Moeilijk               | 1:48   |                      |
| 18  | Tony Vs Yayo           | 9:31   | Tom Trago            |
| 19* | Uniform (Remix)*       | 4:52   | RBDjan & Lange Frans |

* bonus track voor de cd versie van het album.